# Gunbjörg Thunvall
Gunbjörg Marie Thunvall, född Ericsson 26 augusti 1912 i Sarpsborg i Norge, död 8 juni 2009 i Färila församling, Hälsingland, var en svensk politiker (socialdemokrat).

## Biografi
Efter genomgången flickskola  och normalskolekompetens 1930 var Thunvall kontorist vid AB Hjalmar Söderberg i Uppsala 1931–1938. Hon var ledamot av Gävleborgs läns socialdemokratiska kvinnodistrikt från 1952, ordförande i Ramsjö ABF 1951–1962, ledamot av Folksams kvinnoråd och rehabiliteringsnämnd från 1959 och nordvästra Hälsinglands vägnämnd från 1967. Hon invaldes 1951 i Ramsjö kommunalfullmäktige 1951, där hon var ordförande från 1964, samt 1952 i skolstyrelsen och var dess ordförande där från 1964.
Thunvall var riksdagsledamot för Gävleborgs läns valkrets i andra kammaren 1957–1970 och därefter i enkammarriksdagen 1971–1976.

### Familj
Hon var dotter till verkmästaren Efraim Ericsson och Carla Forsberg. Hon gifte sig 1938 med folkskolläraren Gustav Thunvall (1911–1993), som var kommunalpolitiskt engagerad. I äktenskapet föddes två barn.